# 고마타니 히토미
코마타니 히토미(駒谷 仁美, こまたに ひとみ, 1988년 12월 16일 - )는 일본 여성 아이돌 그룹 「SDN48」의 전 멤버이다.
사이타마 현 출신. 선 뮤직 브레인 소속.

## 친구
코지마 하루나